# ホルテン Ho229
Ho229 / Go229
試作型のH.IX V2（1945年2月）
- 用途：戦闘爆撃機
- 設計者：ホルテン兄弟
- 製造者：ゴータ社
- 運用者： ドイツ国防軍空軍
- 初飛行：1944年3月1日
- 生産数：製造途中を含む極少数
- 生産開始：1943年
- 運用状況：試作のみ

ホルテン Ho229（Horten Ho229）および量産型のゴータ Go229（Gotha Go229）は、第二次世界大戦後期にドイツのホルテン兄弟が開発した全翼型戦闘爆撃機。ジェットエンジンで推力を発生させ、ステルス性も備えており、当時としては非常に先進的な機体であった。

## 歴史
ホルテン兄弟は少年期からグライダーや全翼機に興味を持っていた。彼らは当時のドイツで盛んだったグライダー競技会の少年向けスケールモデルグライダー部門で1931年 ‐ 1933年に連続優勝するほどの腕前であった。

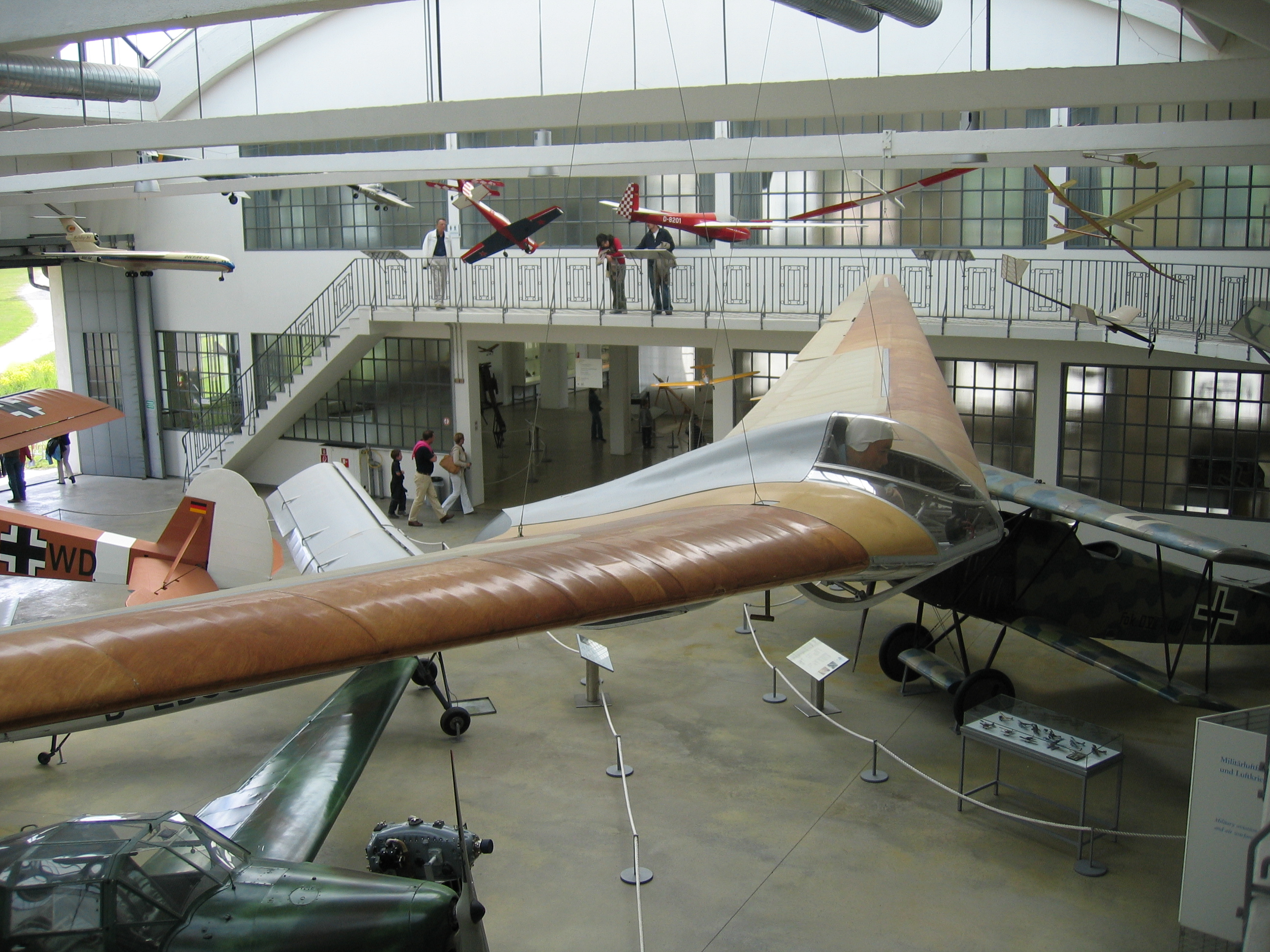
無尾翼グライダー H IV

1931年にはH Iを初飛行させた。主として設計は弟のライマールが担当し、パイロットでもある兄ヴァルターがその支援や試験を行っていた。1936年にドイツは再軍備を宣言し、兄弟は新生ドイツ空軍に入隊した。兄のヴァルターは情報士官パイロットとして、弟ライマールは飛行教官として任官した。兄弟は空軍での勤務の傍ら、無尾翼機の研究開発を行っていたアレクサンダー・リピッシュ 博士の指導も受けて全翼機の設計・製作を続け、1936年～1938年の間にH II,III,IV,Vを誕生させた。
2年後の1941年、戦闘機査察技術部に転任したヴァルターはライマールを転属させ、11月以降、兄弟揃って全翼機開発に取り組んだ。1943年、ヘルマン・ゲーリングは3×1000計画(„Projekt 3000“).を計画した。これは時速1,000キロメートルで1トン（1,000キログラム）の爆弾を搭載して1,000キロメートルの距離を行動できる爆撃機を作るというものだった。

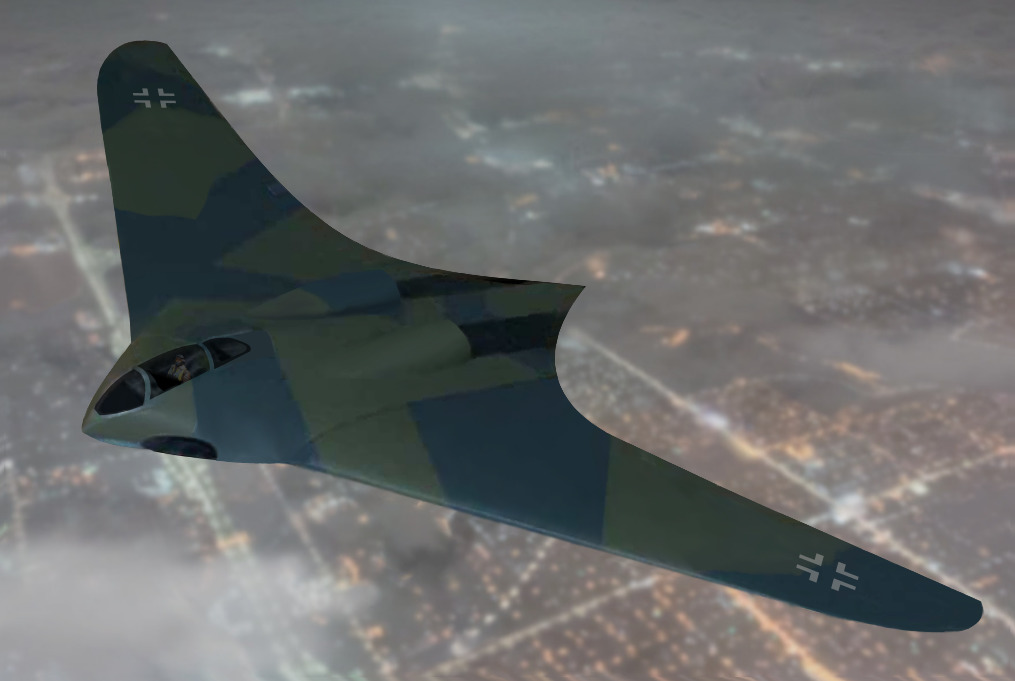
Ho229B型の飛行イメージ

1943年2月、ホルテン兄弟はこの計画にジェットエンジンを動力とする全翼機を製作するというホルテンIX計画で応募した。その提案では時速900キロメートル、爆弾搭載量700キログラム、航続距離2,000キロメートルを目指すものであった。1943年8月ゲーリングは兄弟と面会し提案内容を承認、ドイツ空軍はホルテン兄弟に50万ライヒスマルクの援助を約束し計画は実行されることとなった。

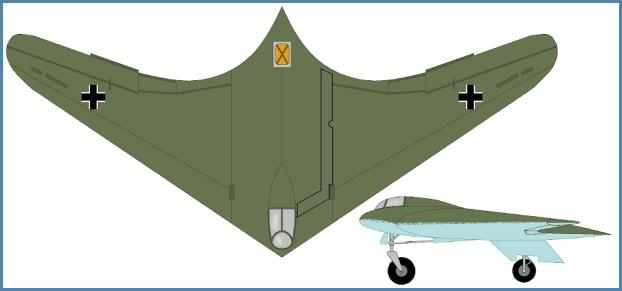
試作型 H IX V1

1944年3月1日、無動力のプロトタイプ、型式番号H IX V1の初飛行が成功。搭載エンジンとして当初はBMW 003が予定されていた。このエンジンは小型大出力を目指す野心的な設計だったが、開発の遅れによる供給困難のため、より大型のJumo 004にエンジンの変更を余儀なくされた。Jumo004は直径が大きく重量も重かったため、緊急に設計変更が行われたが、兄弟はこの問題を解決（現存機の写真から、エンジンがはみ出る箇所に整流フェアリングを取り付けてあることがわかる）し、1944年12月にH IX V2が完成した。翌年2月2日にテストパイロットエルヴィン・ツィラー中尉（Elwin Ziller）により初飛行したV2は満足すべき性能と安定性を見せた。

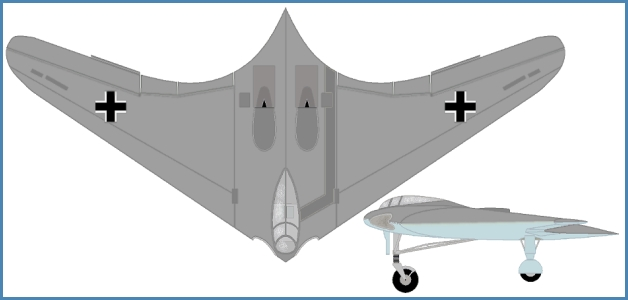
増加試作型 H IX V2（Ho229）

ただ、V2は2月26日のテストフライト時（通算4回目、飛行時間2時間弱時）にエンジンのフレームアウトを起こし墜落、炎上した。緊急着陸に失敗したパイロットのエルヴィン・ツィラーは死亡した。とはいえテストフライト自体の結果は良好であり、高性能を喜んだ空軍は本機をHo229として制式化した。量産能力を持たないホルテン兄弟の代りにゴータ社とクレム社に量産を発注した。戦局を覆す可能性がある高性能機として軍当局の期待は高く、複座型や夜間戦闘機型といった多様な派生型が計画、製作された。
本機は鋼管のフレームに接着剤でベニヤ板を組み付けるといった簡易な構造で製造が容易であり、またアルミニウムといった戦略物資を多用しないように配慮されていた。塗料には炭素粉を使用するなど、世界初のレーダーステルス機といえる。おそらく輸送の都合で、機体は中央部と左右の翼に3分割できたようである。派生型はV3からV6まで各地で製作途中であったが、ドイツの敗戦にともなって製作も打ち切られた。

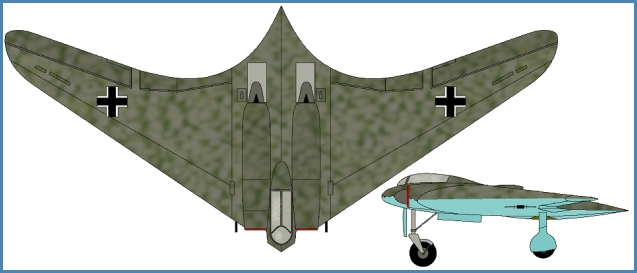
先行量産型 H IX V3（Go229）

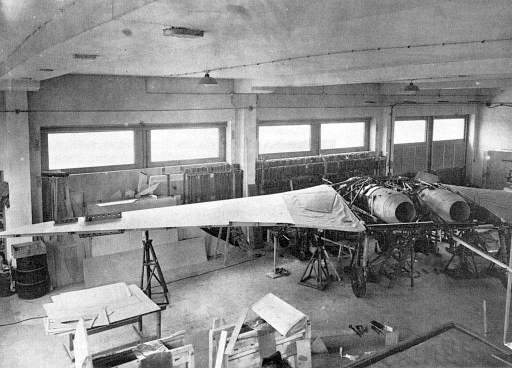
ゴータ社工場で組立途上のV3（Go229） エンジンは仮組み過程のダミーである

一番完成度が高かったV3（Go229）はフリードリヒローダにあったゴータ社工場において、侵攻してきたパットン将軍指揮下のアメリカ陸軍第3軍に鹵獲された。この機体はアメリカワシントン・ダレス国際空港に隣接する国立航空宇宙博物館のスティーブン F. ユードバー ヘイジーセンター内のメアリー・ベイカー・エンゲン修復格納庫にて長らく中央部のみが展示されており、両翼部は失われたともいわれてきたが、現在は分割状態ながら全体が展示されている。同機体の後尾部に書かれている鉤十字は捕獲時の記録写真にはなく、戦後にアメリカ側が記入したものである。ホルテン兄弟の作成した他のほとんどの機体には鉤十字は垂直尾翼に書かれていた。
2009年にナショナル・ジオグラフィックは本機を復元する特別番組を制作。ノースロップ・グラマンの協力により本機の設計図を元にレプリカを作製してステルス性を検証し、当時のイギリス軍レーダー網に対する十分なステルス性を確認した。なお、このレプリカはサンディエゴ航空宇宙博物館に寄贈されている。

## スペック
- Ho 229A / Go 229 (V3)
- 乗員：1名
- 全長：7.47 m
- 翼長：16.76 m
- 全高：2.81 m
- 翼面積：50.20 m²
- 自重：4,600 kg
- 最大離陸重量：6,912 kg
- 動力：ユンカース Jumo 004B-1 ターボジェットエンジン（推力900kg ×2)
- 最高速度：977 km/h
- 戦闘行動半径：1,000km
- 航続距離：1,300km
- 上昇限度：16,000 m
- 上昇率：22 m/s
- 固定武装：30mmMk103機関砲×2
- ロケット弾：55mm R4M
- 爆弾：500 kg ×2

## ギャラリー

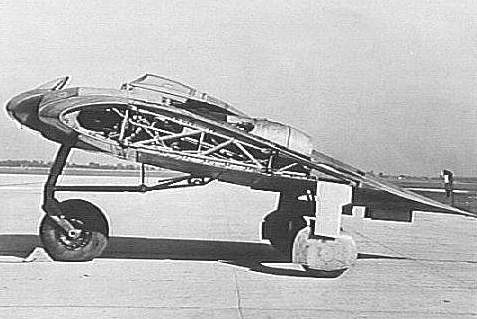
翼型はS字キャンバーではないことが判る（1945年撮影）
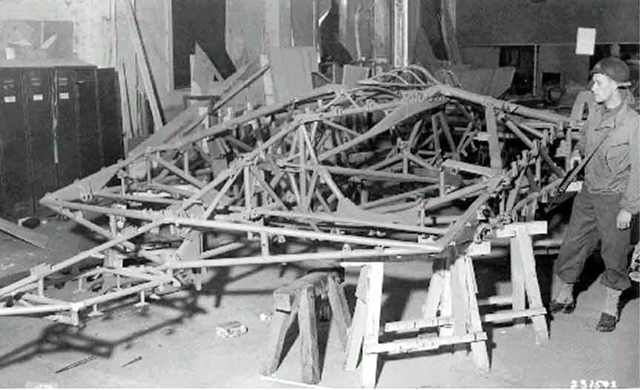
鋼管フレーム構造が良く分かる写真
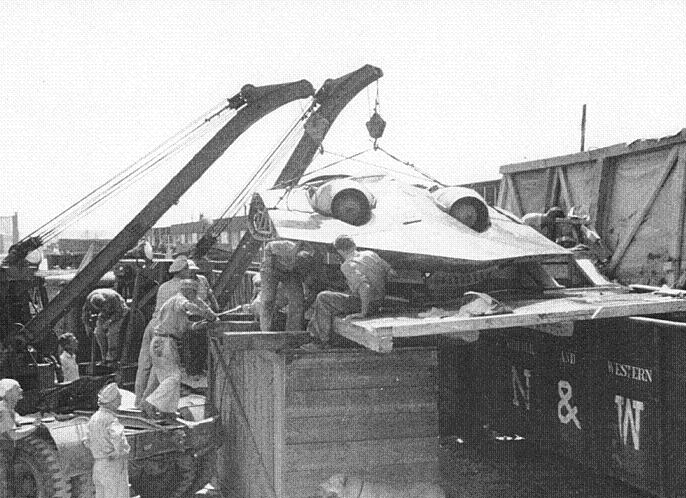
アメリカに輸送されるHo229 V3 鉤十字は塗装されていない
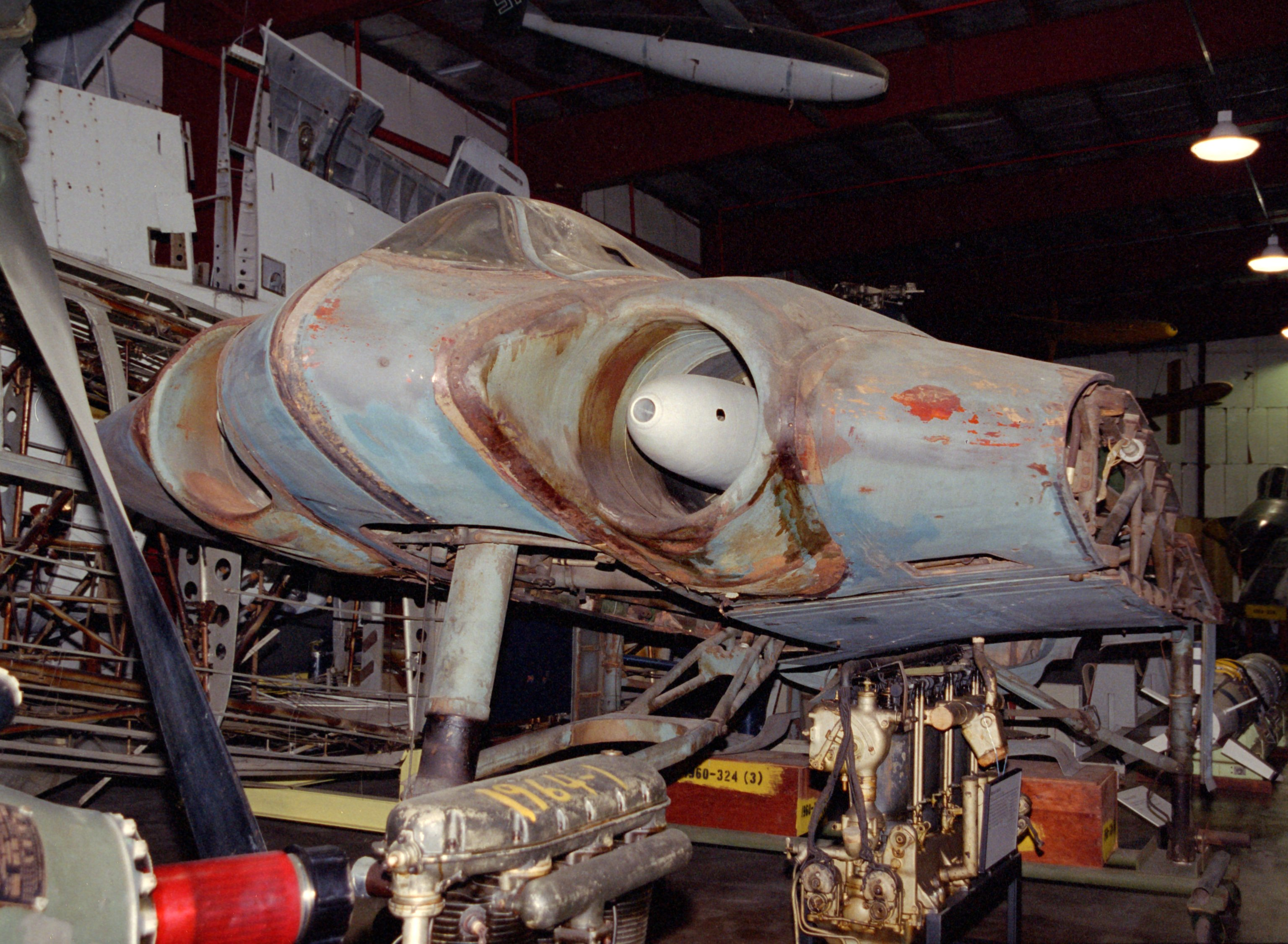
スミソニアン博物館に保管されている中央部 （2000年撮影）
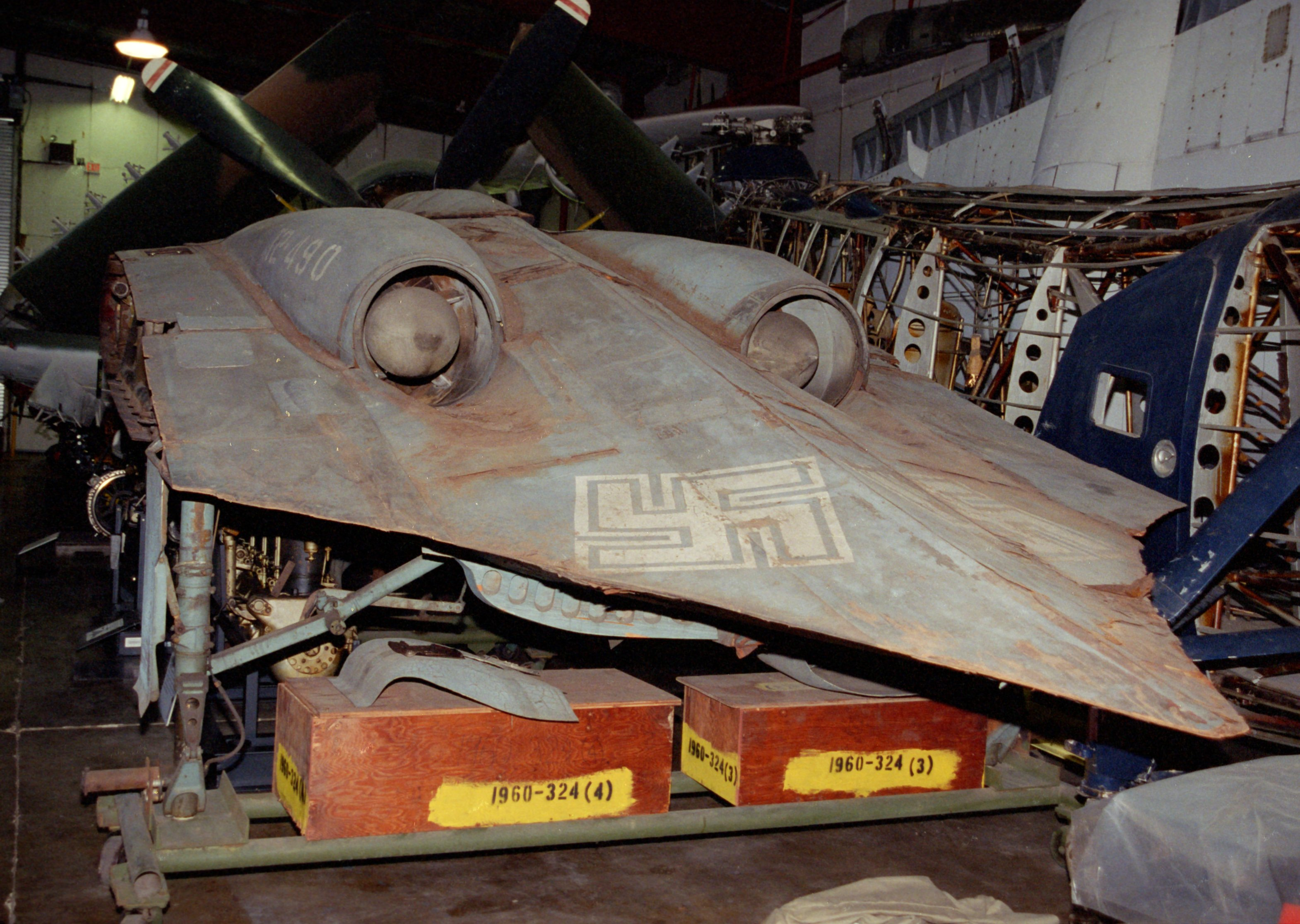
後方から
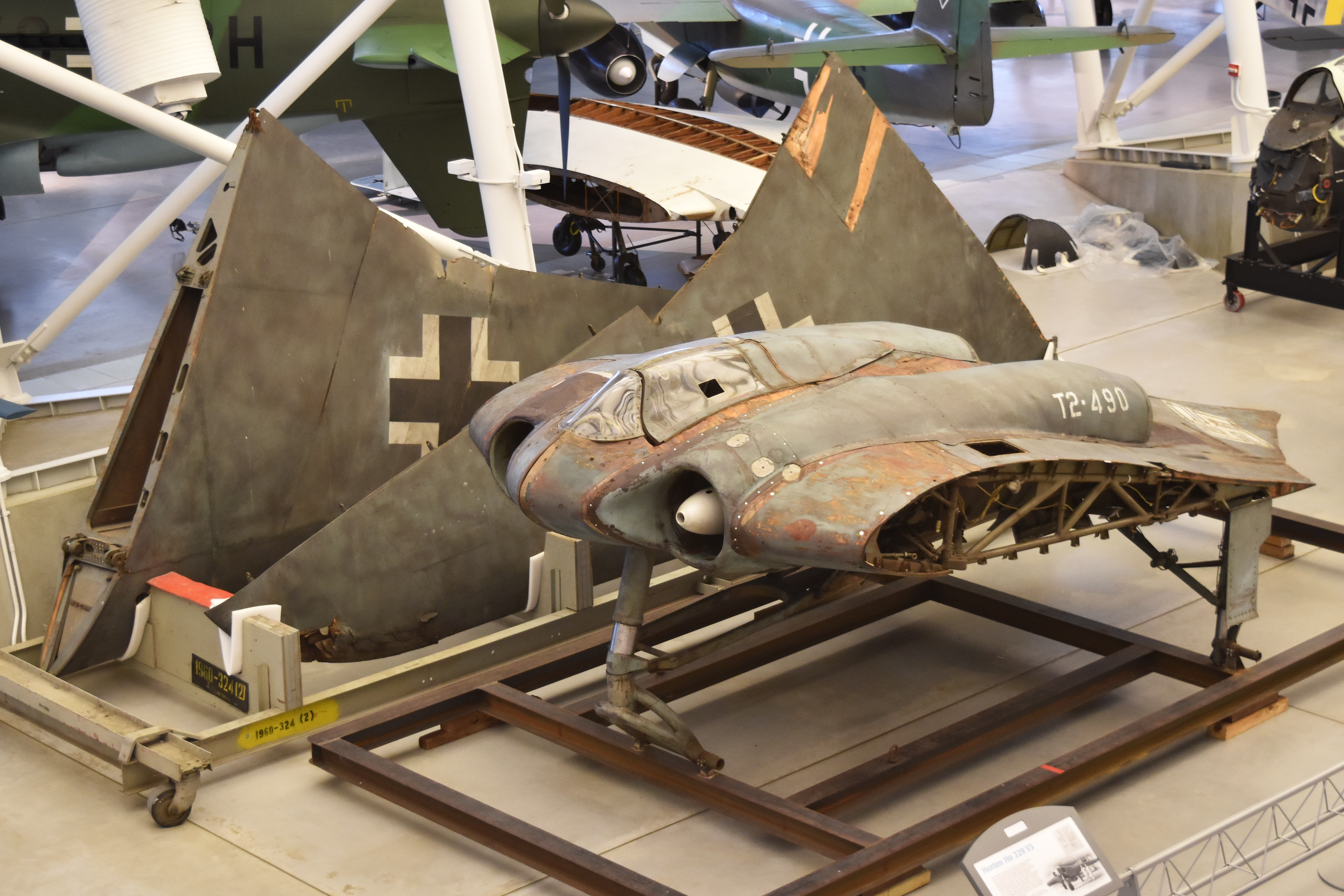
スミソニアン博物館別館にて展示されている中央部と主翼 （2018年撮影）

## 発展型

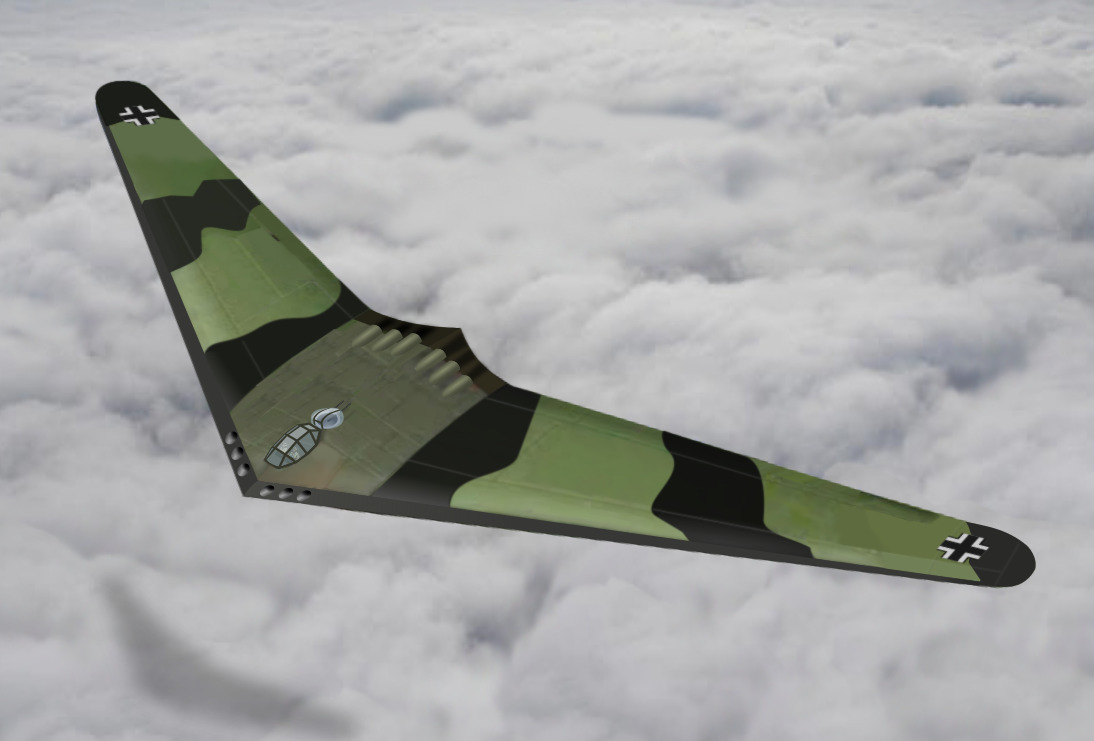
6発の長距離爆撃機 H.XVIIIのイメージ

ドイツ空軍は本機体の計画に引き続き長距離爆撃機の開発を要請、兄弟はH.XVIIIを提案していた。この機体はH VIIIの形状を基本として設計され、搭乗員3名、6発のJumo004エンジンによりマッハ0.75で飛行し、アメリカ本土を直接爆撃可能なものであった。本機は設計が完了していないにもかかわらず、1945年4月にヴァイマー近郊のカーラ（Kahla）で製作が開始された。

## B-2との関係

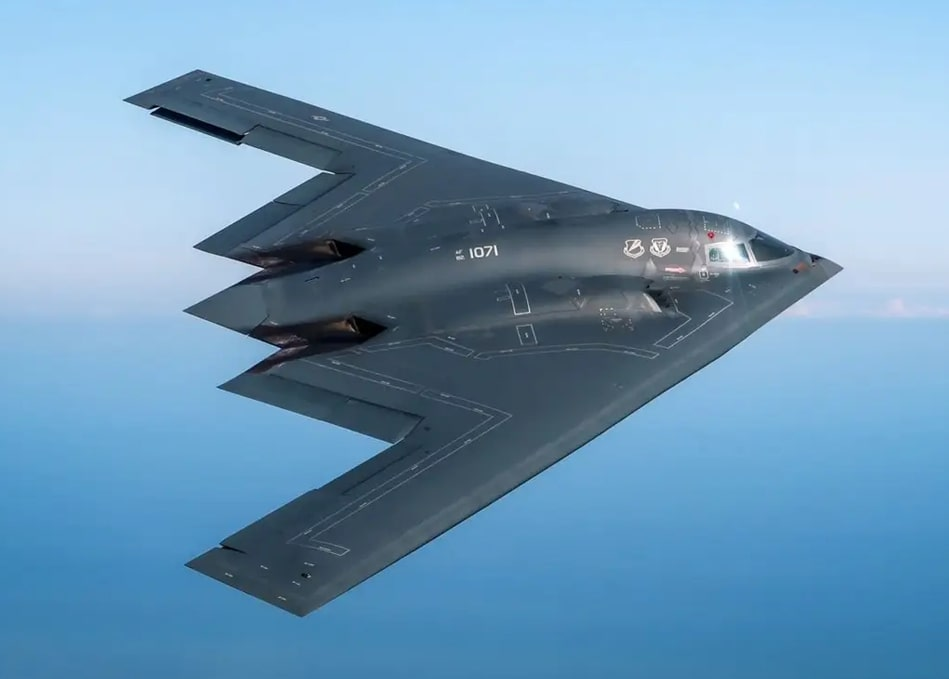
ノースロップ・グラマンB-2スピリット

本機はアメリカノースロップ・グラマン社のB-2爆撃機に形状が似ている。ノースロップ社の創業者であるジャック・ノースロップも1930年代から全翼機を研究製作しておりN-9M、XP-79、YB-35、YB-49といった機体を製作していた。全翼機は利点が多いものの、エレボンの制御が難しく安定性に問題があり主流にはならなかった。しかしフライ・バイ・ワイヤ（Ho 229は手動）やコンピュータを利用した制御の普及により、B-2で全翼機の実用化が実現した。